# Ernst Gottfried Baldinger

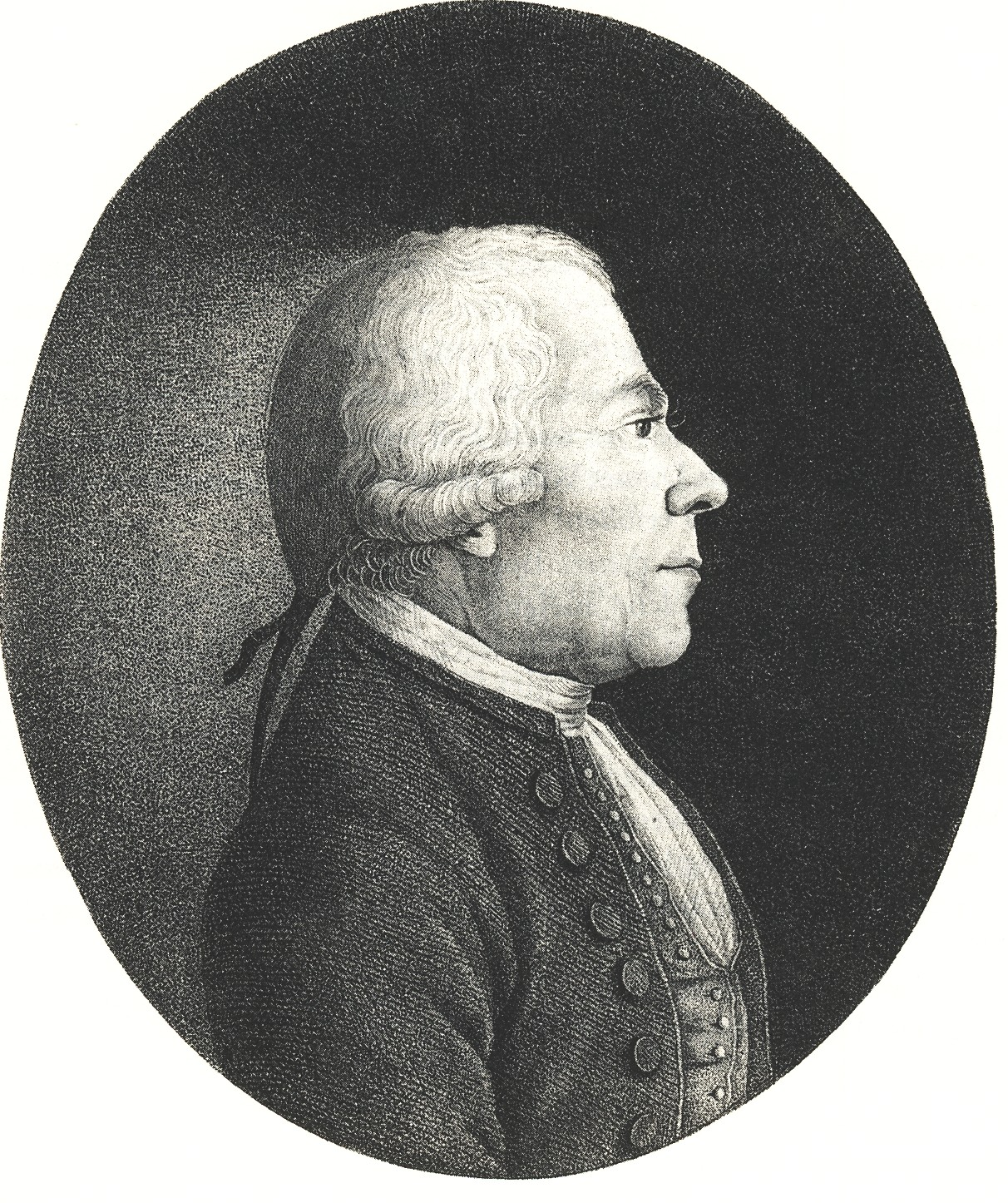
Ernst Gottfried Baldinger. Punktierstich von Konrad Westermeyer.

Ernst Gottfried Baldinger (* 13. Mai 1738 in Großvargula, Erfurt; † 2. Januar 1804 in Marburg) war ein deutscher Mediziner, Hochschullehrer und botanischer Autor. Sein botanisches Autorenkürzel lautet Baldinger.

## Leben
Ernst Gottfried war ein Sohn des Pfarrers Johann Baldinger und dessen Frau Barbara Sophia Sahl. Nach dem Besuch des Gymnasiums in Gotha und Langensalza bestimmte ihn sein Vater zum Studium der Theologie. Am 9. Mai 1754 ging er an die Universität Erfurt, wo er zunächst ein philosophisches Grundstudium absolvierte. Er wendete sich jedoch einem Studium der Medizin zu und studierte später in Halle (Saale) und Jena, wo er 1760 den medizinischen Doktorgrad erwarb. Er hielt private Vorlesungen über Medizin und fasste den Entschluss, sich in Erfurt zu habilitieren. Während des Siebenjährigen Krieges trat er als Militärarzt in preußische Dienste.
Während dieser Zeit erlebte er die Belagerung von Torgau mit und erlangte 1762 die Erlaubnis seiner Vorgesetzten, seine philosophischen und medizinischen Studien wieder aufzunehmen. Am 30. April 1762 erwarb er in Wittenberg den philosophischen Magistertitel und er immatrikulierte sich zur weiteren Fortführung am 14. Oktober 1762 in der Leucorea. 1763 ließ er sich als Arzt in Langensalza nieder, von wo er sich 1768 habilitierte. Im Jahr 1764 heiratete er Friderika Gutbier.
Aufmerksam wurde man auf ihn nicht nur durch seine praktische Tätigkeit, sondern auch durch seine schriftstellerischen Leistungen. Daher erfolgte 1768 ein Ruf als ordentlicher Professor nach Jena. Im Jahr 1770 wurde er zum Mitglied der Deutschen Akademie der Naturforscher Leopoldina gewählt. 1773 wurde er nach Göttingen berufen und 1783 vom Landgrafen Friedrich II. von Hessen-Kassel zum Dirigenten der Medizinischen Angelegenheiten des Landes und zum Leibarzt ernannt. Ab 1775 war er auswärtiges Mitglied der Bayerischen Akademie der Wissenschaften.
1785 folgte er einem Ruf als erster Professor der Medizin nach Marburg. Während seiner dortigen Zeit wurden das anatomische Theater umgebaut, der botanische Garten vergrößert, ein chemisches Laboratorium gegründet, ein Hebammen-Institut und eine Tierarzneischule angelegt. Nach einem rastlosen Leben starb er an „Herzschlag“.
Baldinger zählte zu den bedeutendsten Medizinern seiner Zeit. Durch seine Schriften erweckte er bei seinen Zeitgenossen einen Sinn für das Studium der klassischen Medizin und für medizinische Literaturgeschichte. Zu seinen Schülern gehörten Justus Arnemann, Johann Christian Gottlieb Ackermann und andere. Befreundet war er unter anderem mit seinem Kollegen Carl Caspar von Siebold
Seine Schriften gehören verschiedenen Gebieten der Heilkunde an. Ab 1766 war er als Herausgeber verschiedener Zeitschriften, etwa Baldingers neues Magazin für Ärzte,  tätig, in denen er eine Fülle von historischen und literarischen Artikeln verfasste. Dabei galt sein spezielles Interesse biographischen Mitteilungen und der Literaturgeschichte. In zahlreichen Gelegenheitsschriften stellte er unter anderem kritische Untersuchungen zur älteren Medizin an.
Baldinger war Mitglied der Freimaurerloge „Friedrich von der Freundschaft“ in Kassel. Nach ihm ist die Baldingerstraße im Universitätsgebiet Lahnberge in Marburg benannt.

### Familie
Baldinger war zweimal verheiratet. Seine erste Frau wurde 1764 Friderika Gutbier (1739–1786), Tochter des Pfarrers Gutbier aus Langensalza. Das Paar hatte sechs Kinder – vier Söhne und zwei Töchter – von denen nur zwei Töchter überlebten:
- Sophie Friederike Ernestine (1768–1805), ⚭ 1790 Georg Theodor Christoph Handel (1768–1801), Professor der Medizin, Leibmedicus in Marburg
- Friederike Wilhelmine Amalie (* 11. Oktober 1769 in Jena; † 14. Dezember 1819 in Darmstadt), ⚭ 1789 Bernhard von Gehren, Prokurator in Marburg, später Hofgerichts-Advokat in Darmstadt[6][7]

Nach Friderikas Tod heiratete er 1787 Caroline Lisette Drebing (1753–1809). Diese Ehe blieb ohne Kinder.

## Schriften (Auswahl)
- Von den Krankheiten der Armee etc. Langensalza 1765 (früher lateinisch „De militum morbis etc.“, Wittenberg 1763)
- Historia mercurii et mercurialium medica / scripsit Ernestus Godofredus Baldinger. - Goettingae : Dieterich, 1783. Digitalisierte Ausgabe der Universitäts- und Landesbibliothek Düsseldorf
- Medicinisches und physisches Journal (Medicinisches Journal), mehrere Bände, Johann Christian Dieterich, Göttingen 1784–1796
  - Band 9, Stück 33 bis 36; Digitalisat über die Staats- und Universitätsbibliothek Göttingen (SUB)
- Georg Friedrich Creuzer, Memoria Baldingeri. Marburg 1804. Digitalisat siehe Werkeverzeichnis
- Ueber das Studium der Botanik und die Erlernung derselben. Strauß, 1770.